# Garenoxacin
Garenoxacin (INN) là một loại kháng sinh quinolone để điều trị các bệnh nhiễm trùng do vi khuẩn gram dương và gram âm.
Garenoxacin được phát hiện bởi Toyama Chemical Co., Ltd. ở Tokyo, Nhật Bản và hiện đang được bán trên thị trường Nhật Bản dưới tên thương mại Geninax. Schering-Plough nắm giữ quyền trên toàn thế giới đối với garenoxacin, ngoại trừ Nhật Bản, Hàn Quốc và Trung Quốc.
Vào ngày 13 tháng 2 năm 2006, Schering-Plough tuyên bố rằng Cục Quản lý Thực phẩm và Dược phẩm Hoa Kỳ đã chấp nhận Đơn xin thuốc mới (NDA) cho garenoxacin và đã được xem xét 10 tháng. Tuy nhiên, đến năm 2015, nó vẫn chưa được chấp thuận tại Hoa Kỳ.
Schering-Plough sau đó đã rút đơn đăng ký lên Cục Quản lý Thực phẩm và Dược phẩm Hoa Kỳ, FDA, (ngày 20 tháng 8 năm 2006) để phê duyệt thuốc kháng sinh Garenoxacin.
Cơ quan Dược phẩm Châu Âu (EMEA) cũng đã được Schering-Plough Europe (ngày 28 tháng 7 năm 2007) chính thức thông báo về quyết định rút đơn xin cấp phép tiếp thị tập trung cho garenoxacin. Dựa trên đánh giá CHMP của dữ liệu liên quan đến an toàn và hiệu quả (rủi ro/lợi ích), CHMP coi ứng dụng cho garenoxacin là không thể chấp nhận được.